# 딱 공항
딱 공항 (IATA: TKT, ICAO: VTPT)  은 태국 딱주 근처의 공항이다.

## 계획
태국 신공항 공사 (AOT)는 두 개의 새로운 공항을 건설하고 공항 국이 소유 한 네 개의 기존 공항을 확장하기 위해 2018년에 220 억 바트를 예산으로 산정했다. 딱공항은 확장 및 태국 신공항 공사(AOT) 관리를 위한 4대 중 하나이다. 태국 신공항 공사(AOT)는 람푼주의 치앙마이 국제공항2 와 팡응아주의 푸껫 국제공항2를 건설하고자 한다.  태국 신공항 공사(AOT)가 관리 할 기존 공항은 춤폰 공항 , 사콘나콘 공항 및 우돈타니 국제공항이다. 태국 신공항 공사(AOT)관리와 함께, 탁 공항을 중심에 초점을 맞추고, 화물의 공항된다. 항공화물로  인해 지역에서 승객이 부족하다.

## 운항 노선
| 항공사           | 목적지       |
| ---------------- | ------------ |
| 타이 에어아시아  | 방콕(돈므앙) |
| 녹에어           | 방콕(돈므앙) |
| 타이 라이온 에어 | 방콕(돈므앙) |